# Хакер, Рич
Ричард Уоррен Хакер (англ. Richard Warren Hacker, 6 октября 1947, Белвилл, Иллинойс — 22 апреля 2020, Фервью-Хайтс, там же) — американский бейсболист и тренер. Выступал в Главной лиге бейсбола в составе «Монреаль Экспос» в сезоне 1971 года. После завершения игровой карьеры работал тренером. Двукратный победитель Мировой серии в составе тренерского штаба клуба «Торонто Блю Джейс».

## Биография

### Ранние годы
Ричард Уоррен Хакер родился 6 октября 1947 года в Белвилле в штате Иллинойс. Был старшим из трёх детей в семье. Его дядя по отцу, Уоррен Хакер, был профессиональным бейсболистом, играл в Главной лиге бейсбола с 1948 по 1961 год. Ричард вырос в городе Нью-Атенс, там же окончил школу. С 1953 по 1960 год он играл в местной детской лиге. Во время учёбы в школе Хакер также занимался баскетболом и играл в бейсбол за одну из команд Американского легиона.
В июне 1965 года на первом в истории драфте новичков Главной лиги бейсбола Хакер был выбран клубом «Сент-Луис Кардиналс». От предложенного контракта он отказался, предпочтя поступить в университет Южного Иллинойса в Карбондейле. После двух лет обучения, в 1967 году, Рич был задрафтован повторно. Клуб «Нью-Йорк Метс» выбрал его в восьмом раунде.

### Игровая карьера
После подписания контракта Хакер был направлен в команду Северной лиги «Манкато Метс». Он сыграл за неё в 49 матчах, став лучшим шортстопом лиги по игре в защите. Следующие два сезона он провёл в «Висейлии Метс» в Калифорнийской лиге. По ходу чемпионата 1969 года руководство клуба перевело Рича на уровень AA-лиги в «Мемфис Блюз». Сезон 1970 года он начал многообещающе, но уже в начале мая травмировал мениск. Операции не потребовалось, но Хакер не смог доиграть чемпионат. Последствия повреждения также лишили его скоростных качеств. 
Весной 1971 года «Метс» обменяли его в «Монреаль Экспос». После перехода Хакер был отправлен в команду AAA-лиги «Виннипег Уипс». Там он был основным шортстопом, сыграв в 98 матчах сезона. Рич был сильным защитником, но на бите действовал не так эффективно, отбивая с показателем всего 23,5 %. В июне травму получил стартовый шортстоп «Экспос» Бобби Уайн и Хакер был переведён в основной состав. Он дебютировал в Главной лиге бейсбола 2 июля в матче против «Филадельфии». Всего до конца сезона Рич принял участие в шестнадцати матчах регулярного чемпионата. В декабре 1971 года он женился на Кэтрин Хантер, с которой познакомился во время игры в Калифорнии. В 1972 и 1973 годах Рич сыграл 209 матчей в Международной лиге за клуб «Пенинсула Уипс», после чего объявил о завершении карьеры игрока.

### Тренерская деятельность
Закончив играть, Хакер в течение двух лет работал в отделе закупок компании Allied Chemical. После закрытия предприятия он вернулся в университет Южного Иллинойса. В декабре 1975 года его назначили главным тренером команды общественного колледжа в Гаррисберге. С ней он работал в течение трёх сезонов, в 1977 году выиграв чемпионат штата. В летние месяцы 1977 и 1978 годов Рич также работал с командой из Кеная на Аляске. 
В 1979 году он был нанят скаутом в «Сан-Диего Падрес». В том же сезоне он исполнял обязанности главного тренера команды Техасской лиги «Амарилло Голд Сокс» и провёл в её составе шесть матчей, последний раз выйдя на поле как игрок. В 1981 году он перешёл на должность скаута в Торонто Блю Джейс, а также возглавлял фарм-команду в Лиге побережья Мексиканского залива. Ещё через год Хакер возглавил «Джонсон-Сити Кардиналс», фарм-клуб «Сент-Луиса» в Аппалачской лиге, и выиграл с командой турнир Южного дивизиона. В 1986 году он вошёл в тренерский штаб «Сент-Луиса». В течение пяти сезонов Рич занимал в нём должность тренеров первой и третьей баз. В 1987 году он работал на играх Мировой серии, в которой «Кардиналс» проиграли «Миннесоте».
После окончания сезона 1990 года на пост главного тренера команды пришёл Джо Торри и Хакер был уволен. В следующем году он получил приглашение в «Торонто». В «Блю Джейс» Рич проработал до конца 1994 года. В матчах победной Мировой серии 1992 года он был тренером третьей базы. В июле следующего года во время перерыва на Матч всех звёзд Хакер попал в автомобильную аварию и получил серьёзные травмы, несколько дней провёл в коме. Он смог восстановиться и к играх Мировой серии 1993 вернулся в «Блю Джейс». На одной из игр Рич был удостоен чести сделать первую церемониальную подачу.
В 1995 году Хакер покинул «Торонто» и вернулся в систему «Падрес». До выхода на пенсию в 2003 году он работал скаутом, отвечая за поиск игроков на северо-востоке США. За свою многолетнюю работу в этой области в 2001 году он был избран в Зал славы Ассоциации профессиональных бейсбольных скаутов Среднего Запада. В 2005 году он был включён в Зал славы колледжа Юго-Восточного Иллинойса.
В последние годы жизни Хакер боролся с раком. Он скончался 22 апреля 2020 года в хосписе в Фервью-Хайтс в Иллинойсе в возрасте 72 лет.